# Anna (pel·lícula de 2019)
Anna (estilitzat com ANИA) és una pel·lícula de thriller d'acció del 2019 escrita, produïda i dirigida per Luc Besson. La pel·lícula és protagonitzada per Sasha Luss com l'assassí homònim, al costat de Luke Evans, Cillian Murphy, Helen Mirren i Alexander Petrov.
La producció dels Estats Units i França es va estrenar als Estats Units el 21 de juny de 2019 per Summit Entertainment i el 10 de juliol de 2019 per Pathé Distribution a França. Va rebre crítiques diverses de la crítica i va recaptar 31 milions de dòlars a tot el món amb un pressupost de 30 milions de dòlars. Ha estat doblada al català.

## Repartiment
- Sasha Luss com a Anna Poliatova[2]
- Helen Mirren[2] com a Olga
- Luke Evans[2] com a Aleksander "Alex" Tchenkov
- Cillian Murphy[2] com a Leonard Miller
- Lera Abova com a Maude
- Alexander Petrov com a Piotr
- Nikita Pavlenko com a Vlad
- Anna Krippa com a Nika
- Aleksey Maslodudov com a Jimmy
- Eric Godon[2] com a Vassiliev
- Ivan Franěk com a Mossan
- Jean-Baptiste Puech com a Samy
- Nastya Sten com a Fake Anna
- Andrew Howard com a Oleg Filenkov

## Producció
El 9 d'octubre de 2017, es va informar que la següent pel·lícula de Luc Besson seria Anna, protagonitzada per la nouvinguda Sasha Luss, juntament amb Helen Mirren, Luke Evans i Cillian Murphy. EuropaCorp va produir la pel·lícula mentre Lionsgate s'encarregava de la distribució sota el seu segell Summit Entertainment.
El rodatge de la pel·lícula va començar a principis de novembre de 2017 a Belgrad. També es van rodar diverses escenes de pel·lícules a Moscou, Rússia, per tal de ser més autèntiques.

## Banda sonora
Summit Entertainment va publicar la banda sonora original composta per Éric Serra el 19 de juliol de 2019. La pel·lícula també inclou música addicional no inclosa a la banda sonora.